# Achille Occhetto
Achille Leone Occhetto (Torino, 3 marzo 1936) è un ex politico italiano. 
Ultimo segretario del Partito Comunista Italiano dal 1988 e il primo segretario del Partito Democratico della Sinistra fino al 1994; cofondatore e vicepresidente del Partito del Socialismo Europeo nel 1990. È stato deputato e presidente della Commissione Affari esteri della Camera dal 1996 al 2001; membro del Consiglio d'Europa dal 2002 al 2006.

## Biografia
I genitori lo chiamarono Achille come il nonno materno e Leone (suo secondo nome) in onore della nonna paterna. Suo padre s'inventò un diminutivo, Achel, utilizzato anche dai suoi compagni durante i primi soggiorni a Torino e Milano. Nel periodo successivo un giornalista scoprì l'esistenza di un navigatore danese di origine vichinga che si chiamava Akel: da quel momento alcuni giornali lo chiamarono così. Conseguì la maturità classica nel 1954.
Si avvicinò al Partito Comunista Italiano (PCI) grazie alla passione politica del padre e decise d'iscriversi alla Federazione Giovanile Comunista Italiana (FGCI) nel 1953 dopo un comizio di Umberto Terracini durante la festa de l'Unità milanese, definendosi già a quel tempo un «libero pensatore comunista». Sempre nel 1953 dette vita al Circolo Universitario Antonio Banfi, al quale nel 1956 fece approvare un documento di protesta per l'intervento sovietico in Ungheria. Nei primi anni sessanta venne eletto a Milano segretario provinciale della FGCI.
Nel 1961 si trasferì a Roma dove, prima di diventare Segretario Generale della FGCI, assunse la direzione nazionale degli universitari comunisti e divenne direttore del settimanale Nuova generazione. Condusse attraverso questo strumento le prime battaglie per il distacco dalla politica di Mosca, per la democratizzazione dei paesi socialisti, per la riabilitazione di Lev Trockij, Nikolaj Ivanovič Bucharin, Rosa Luxemburg e di tutti i perseguitati della Rivoluzione d'Ottobre.
In seguito al deludente XXI Congresso del PCUS fece uscire un numero speciale di Nuova generazione, fortemente critico nei confronti dell'URSS per non aver dato seguito alle aspettative di rinnovamento annunciate nel XX Congresso, con la clamorosa denuncia dei delitti di Stalin da parte di Kruscev. Criticò profondamente anche la formula krusceviana secondo la quale il gulag era la base del comunismo. Fu quella l'occasione del suo primo rilevante incontro con la grande politica e con una forte personalità come Palmiro Togliatti; avendogli inviato il numero speciale di Nuova generazione, Occhetto aveva chiesto al segretario del PCI un incontro per riceverne un giudizio; con sua grande sorpresa si trovò per la prima volta a distanza ravvicinata davanti a un Togliatti paterno e quasi cospirativo che con fare di intesa gli disse che quell'articolo era interessante, aggiungendo: «Diffondetelo, diffondetelo, ma non solo tra i giovani [...] soprattutto nel partito». Questo incontro gli fece capire che la politica non è solo militanza, ma anche senso delle opportunità e che Togliatti aveva piacere che si facessero sapere e si dicessero cose che lui, con la sua responsabilità, non poteva ancora dire.
Fu segretario della FGCI dal 1962 al 1966. Nell'estate del 1964 pronunciò a Piazza San Giovanni, davanti a più di un milione di persone, una delle orazioni funebri al funerale di Togliatti, prendendo la parola subito prima dell'eroina della guerra civile spagnola Dolores Ibárruri. Nel 1965 venne inviato in missione da Luigi Longo, insieme a Gian Carlo Pajetta, Pompeo Colajanni, Aldo Natoli ed Emilio Sarzi Amadé, attraverso tutti i paesi del blocco sovietico per valutare le varie posizioni sulla guerra del Vietnam: viaggiarono nell'Est Europa, in Unione Sovietica, in Cina, in Indonesia.
A Pechino incontrò Mao Zedong e Deng Xiaoping: in quell'occasione la delegazione italiana ruppe con i cinesi sulla questione della «coesistenza pacifica». Il viaggio culminò con gli incontri ad Hanoi con Ho Chi Minh e Võ Nguyên Giáp. Nel corso di un seminario con i massimi dirigenti vietnamiti e alla presenza dello stesso Ho Chi Minh, Occhetto tenne una relazione sul tema Coesistenza pacifica e movimento di liberazione dei popoli. Il viaggio terminò con la consegna, nottetempo, di una bandiera dei partigiani italiani ai combattenti vietnamiti che si trovavano al fronte. Di ritorno in Italia, Occhetto lanciò una campagna di manifestazioni che dalla FGCI si estenderà all'insieme del movimento studentesco e che animerà quella che verrà chiamata «La generazione del Vietnam».
Dal 1966 al 1969 fu responsabile della Sezione centrale di Stampa e propaganda, e fece parte del ristretto Ufficio di segreteria, dal quale appoggiava attivamente, assieme a Luigi Longo, il movimento del Sessantotto. Quell'anno fu inviato a Palermo come segretario della federazione, quindi ebbe l'incarico di segretario regionale del PCI in Sicilia, venendo eletto consigliere comunale di Palermo nel 1971. In questo periodo si distinse nella sua lotta contro la mafia e l'opposizione al sindaco Vito Ciancimino.

### Parlamentare
Terminata l'esperienza siciliana nel 1976, alle elezioni politiche anticipate di quell'anno si candida alla Camera dei deputati, tra le liste del PCI nella circoscrizione Palermo-Trapani-Agrigento-Caltanissetta, venendo eletto deputato. Tornò a Montecitorio nel 1979 e nel 1983, eletto sempre a Palermo.
Dopo la morte di Enrico Berlinguer nel 1984 (montò la guardia durante i funerali), fu fatto il suo nome per la successione alla segreteria del partito, insieme a quello di Luciano Lama, ma verrà invece eletto Alessandro Natta.

### Segretario del PCI e del PDS
Divenne segretario del PCI il 21 giugno 1988, dopo le dimissioni di Natta seguite al suo infarto di fine aprile. Il 12 novembre 1989, tre giorni dopo la caduta del Muro di Berlino, giunse alla cosiddetta svolta della Bolognina. Durante quell'anno, alcune novità erano state decisive: fu il primo segretario comunista ad andare negli Stati Uniti; aveva condannato senza mezzi termini il comunismo cinese; partecipò a Budapest alle esequie di Imre Nagy e dei martiri della rivoluzione ungherese; incontrò Lech Wałęsa, leader dell'opposizione al regime comunista in Polonia.
Durante la sua segreteria il partito assistette al crollo del Muro di Berlino e alla dissoluzione dell'Unione Sovietica, e diede vita al Governo ombra del PCI. Considerata finita l'esperienza del comunismo, egli decise di sciogliere il partito per fondare un nuovo movimento all'interno della sinistra italiana su posizioni più orientate verso la socialdemocrazia, chiamandolo Partito Democratico della Sinistra (dopo aver a lungo meditato di chiamarlo «Comunità e Libertà»). Durante il XIX Congresso, svoltosi a Bologna dal 7 all'11 marzo 1990, furono gettate le basi del nuovo soggetto politico, per poi cambiare definitivamente nome l'anno dopo, a Rimini. La svolta dal PCI al PDS, detta «della Bolognina», non fu accettata da circa un terzo dei militanti comunisti, che diedero vita al Partito della Rifondazione Comunista.
Alle elezioni politiche del 1994, dove venne rieletto alla Camera nel collegio elettorale di Bologna - Borgo Panigale, viene indicato come leader della coalizione di centro-sinistra Alleanza dei Progressisti, che si contrappose al raggruppamento centrista dell'ex Democrazia Cristiana (il Patto per l'Italia) e al nascente centro-destra (Polo delle Libertà e Polo del Buon Governo) di Silvio Berlusconi.
La vittoria del centro-destra prima alle politiche e poi alle elezioni europee spinse Occhetto alle dimissioni da segretario, venendo sostituito da Massimo D'Alema. Negli anni successivi Occhetto ha continuato a occuparsi di politica, seppur senza ricoprire ruoli dirigenziali all'interno del PDS prima e dei Democratici di Sinistra dopo. Restò deputato fino al 2001, quando fu eletto per una legislatura al Senato.

### Dalla lista con Di Pietro a SEL
Si allontanò definitivamente dal partito nel 2004, quando decise di aderire a un progetto unitario con Antonio Di Pietro, dando vita alla lista «Di Pietro-Occhetto» che si presentò alle elezioni europee del 2004 e raccolse il 2,14% dei consensi. Anche in questo caso il risultato non fu incoraggiante, in quanto il solo movimento di Di Pietro, l'Italia dei Valori, precedentemente aveva raggiunto risultati migliori. Occhetto, candidato in tutte le circoscrizioni, sebbene eletto deputato europeo, lasciò l'incarico in favore di Giulietto Chiesa. Il 9 luglio la «separazione consensuale»: Di Pietro riprese in mano l'IdV, mentre Occhetto fondò il 6 novembre l'associazione Il Cantiere per il bene comune, di cui lo stesso Chiesa fece parte, insieme a personaggi come Antonello Falomi, Diego Novelli, Paolo Sylos Labini ed Elio Veltri.
Il suo dichiarato obiettivo era quello di condurre alla nascita di un nuovo soggetto politico di sinistra, europeo e socialista, alludendo anche ad una Rifondazione della Sinistra che comprendeva gli attuali partiti che si riconoscevano in quell'area, come i DS, i Verdi, lo SDI e il PRC. A maggio del 2006, quando Di Pietro venne nominato ministro e abbandonò l'incarico di europarlamentare, Occhetto gli subentrò al Parlamento europeo, aderendo al gruppo del Partito del Socialismo Europeo (da indipendente) e venendo coinvolto nella Commissione giuridica e nella Commissione per gli affari esteri.
Iniziò una querelle con Beniamino Donnici, che affermava di essere lui il primo dei non eletti e rivendicava il posto di europarlamentare, in quanto Occhetto vi avrebbe rinunciato (in favore di Chiesa) in maniera definitiva e per l'intera legislatura.
La vicenda si chiuse definitivamente il 14 novembre 2007, quando il Tribunale di primo grado della Corte europea del Lussemburgo sospese l'esecuzione della precedente decisione del Parlamento europeo e accolse il ricorso del subentrante. Occhetto, dunque, dopo 18 mesi, fu costretto a lasciare il seggio di eurodeputato. A sua volta presentò, poi, ricorso presso il Tribunale di ultima istanza della Corte di giustizia dell'Unione europea, che, il 13 gennaio 2009, respinse l'impugnazione confermando così la decisione di primo grado.
Il 14 dicembre 2007 aderì al movimento Sinistra Democratica di Fabio Mussi e nel dicembre 2009 confluì nel progetto costituente di Sinistra Ecologia Libertà, di cui fu componente del Comitato Scientifico.
Nel 2017, in vista delle elezioni politiche del 2018, invita a firmare per la lista +Europa con Emma Bonino.

## Vita privata
Occhetto sposò in prime nozze Ines Ravelli, dalla quale si separò nel 1968, poi in seconde nozze l'attrice di origine italo-somala Elisa Kadigia Bove dalla quale ebbe due figli, Malcolm (nato in Sicilia nel 1970 e deceduto per un infarto a Las Palmas il 23 ottobre 2022) e Massimiliano (1973) e in terze nozze Aureliana Alberici.

## Opere
- La lunga eclissi. Passato e presente del dramma della sinistra, Sellerio editore Palermo, 2018, ISBN 9788838938665
- Pensieri di un ottuagenario. Alla ricerca della liberta nell’uomo, Sellerio editore Palermo, 2016, ISBN 9788838935763
- L'utopia del possibile. Conversazione a cura di Carlo Ruta, Ragusa, Edizioni di storia e studi sociali, 2016.
- La gioiosa macchina da guerra. Veleni, sogni e speranze della sinistra, Roma, 2013. Prefazione di Michele Serra.
- Arnaldo Nesti, Luigi Bettazzi e Achille Occhetto, La scomunica: cattolici e comunisti in Italia, 1ª ed., Bologna, EDB, 2018, ISBN 978-88-10-10217-6.
- Potere e antipotere, Roma, Fazi, 2006, ISBN 88-8112-723-7.
- Secondo me, Casale Monferrato, Piemme, 2000, ISBN 88-384-5137-0.
- Governare il mondo, Roma, Editori Riuniti, 1998, ISBN 88-359-4533-X.
- Il sentimento e la ragione, intervista di Teresa Bartoli, Milano, Rizzoli, 1994, ISBN 88-17-84373-3.
- Silenzio, parla Achille. Il meglio dell'Occhetto-pensiero, a cura di Giovanni Negri, Claudia Rocchini e Sofia Ventura, Milano, Mondadori, 1994, ISBN 88-04-38478-6.
- Un indimenticabile '89, Milano, Feltrinelli, 1990, ISBN 88-07-08086-9.
- Il nuovo Pci in Italia e in Europa. È il tempo dell'alternativa. Relazione al XVIII Congresso nazionale del Pci, Roma 18 marzo 1989, a cura di, Roma, Editori Riuniti, 1989, ISBN 88-359-3299-8.
- Scuola e insegnanti in Italia, con Marisa Rodano, Roma, Editori Riuniti, 1979.
- Dialogo sul movimento. I comunisti e l'università dopo i fatti del marzo '77, con Gabriele Giannantoni, Walter Vitali, Massimo Boffa, Anna Di Lellio e Luigi Berlinguer, Bari, De Donato, 1978.
- Scuola e democrazia di massa, con Gerardo Chiaromonte, Roma, Editori Riuniti, 1977.